# The Beatles’ Million Sellers
The Beatles' Million Sellers — мини-альбом, выпущенный группой «Битлз» 6 декабря 1965 года. Данный альбом стал десятым мини-альбомом в официальной дискографии группы и был выпущен лишь в моно-версии (номер по каталогам — GEP 8946). Кроме Великобритании альбом был выпущен также в Новой Зеландии. В альбом вошли четыре песни «Битлз», проданные к тому времени в количестве больше одного миллиона экземпляров каждая.

## История альбома
Издание этого мини-альбома было попыткой группы максимально выгодно использовать предрождественский музыкальный рынок, даже несмотря на то, что буквально за три дня до выхода мини-альбома группа уже издала студийный альбом Rubber Soul и сингл «Day Tripper»/«We Can Work It Out».
В альбом были включены наиболее хорошо продававшиеся к тому времени песни группы: «She Loves You» (на тот момент было продано около 1 600 000 копий), «I Want to Hold Your Hand» (1 500 000 копий), «Can’t Buy Me Love» (1 250 000 копий) и «I Feel Fine» (около миллиона копий). Ещё одна песня-миллионник («A Hard Day’s Night») в альбом включена не была. Буквально через две недели после выхода мини-альбома у «Битлз» появилась ещё одна песня, разошедшаяся более чем миллионным тиражом — «Day Tripper» (вышедшая прямо перед мини-альбомом).
Фотографию для обложки альбома выполнил фотограф Роберт Уайтекер.

## Список композиций
Сторона «А»
1. «She Loves You» — 2:17
2. «I Want to Hold Your Hand» — 2:24

Сторона «Б»
1. «Can't Buy Me Love» — 2:11
2. «I Feel Fine» — 2:25

## Участие в британском чарте мини-альбомов
- Дата вхождения в чарт: 11 декабря 1965
- Высшая позиция: 1 (на протяжении 4 недель: по две недели с 5 февраля и с 12 марта 1966)
- Всего времени в чарте: 26 недель[3]